# Hans Baltisberger
Hans Baltisberger (Betzingen, 10 settembre 1922 – Brno, 26 agosto 1956) è stato un pilota motociclistico tedesco.

## Carriera motociclistica
Baltisberger è nato nel distretto di Betzingen di Reutlingen, in Germania. Suo padre era un medico, aveva tre sorelle e un fratello. 

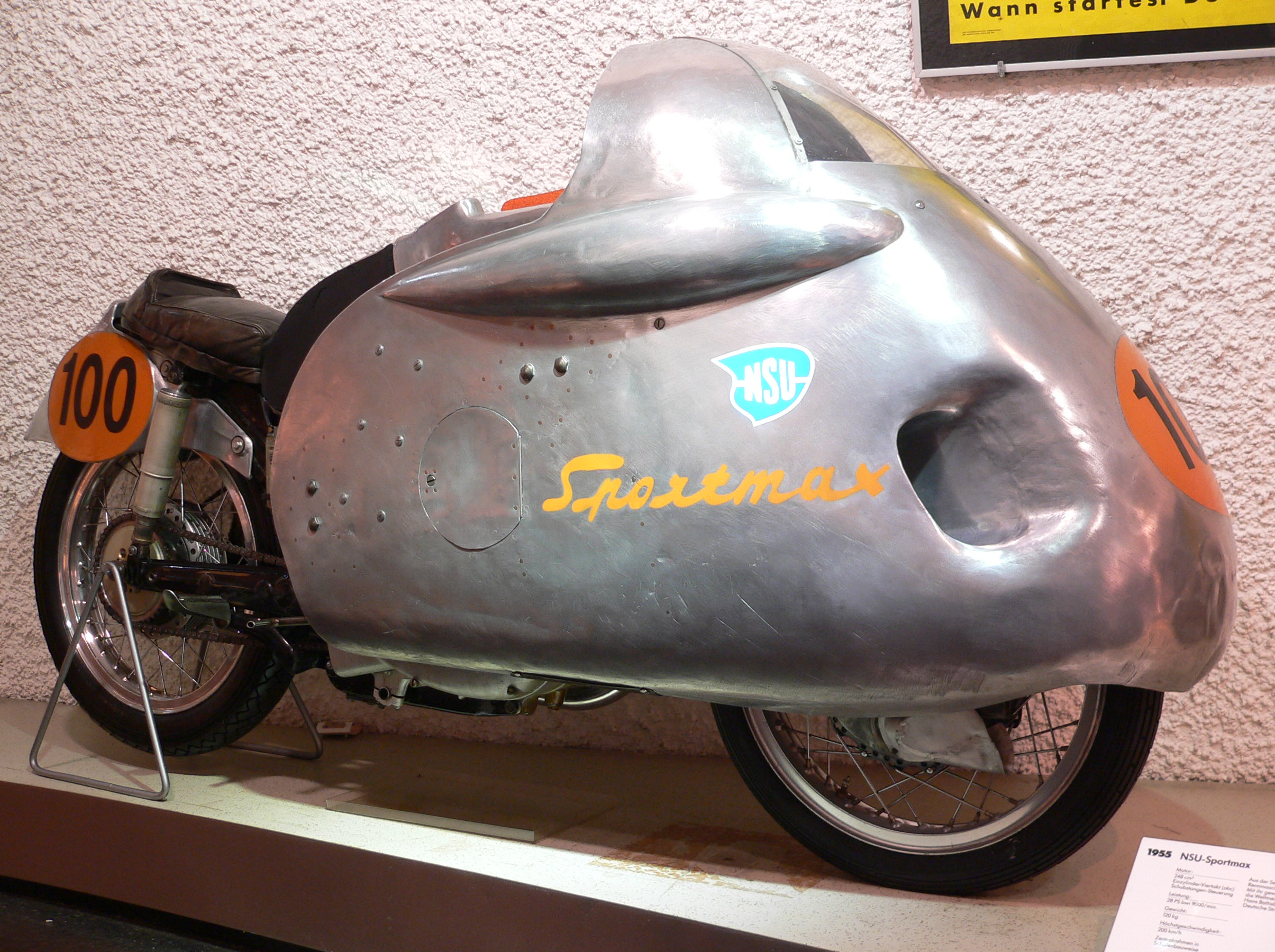
Zweirad Museum Neckarsulm Sportmax 1955, Con una moto di questo tipo Baltisberger vinse nel 1955 il campionato tedesco.

Partecipò a varie stagioni del motomondiale, a partire dal 1951 in cui sfiorò per la prima volta i punti in occasione del Gran Premio di Svizzera in classe 500 guidando una Norton e in classe 350 guidando una AJS. Ottenuti i suoi primi punti l'anno successivo alla guida di una BMW in classe 500, divenne pilota ufficiale della NSU dal motomondiale 1954, in squadra con Rupert Hollaus, Werner Haas e Hermann Paul Müller, e con questa casa ottenne i suoi 5 piazzamenti a podio, senza tuttavia ottenere alcuna vittoria.
Il suo anno migliore fu nel 1954 quando terminò la stagione al quinto posto nel campionato del mondo classe 250.
Durante la carriera ottenne anche due titoli nazionali tedeschi nel 1955 e 1956.
Baltisberger morì mentre guidava una NSU Max 250 al Gran Premio della Cecoslovacchia del 1956, un evento fuori concorso del motomondiale sul circuito Masaryk di Brno.

## Risultati nel motomondiale

### Classe 500
| 1951 | Classe | Moto   |  |   |  |  |  |  |  |  |  | Punti | Pos. |
| ---- | ------ | ------ |  | - |  |  |  |  |  |  |  | ----- | ---- |
| 1951 | 500    | Norton |  | 7 |  |  |  |  |  |  |  | 0     |      |

| 1952 | Classe | Moto |  |  |  |  |   |  |  |     |  | Punti | Pos. |
| ---- | ------ | ---- |  |  |  |  | - |  |  | --- |  | ----- | ---- |
| 1952 | 500    | BMW  |  |  |  |  | 6 |  |  | Rit |  | 1     | 18º  |

| 1953 | Classe | Moto |  |  |  |    |  |  |    |  |     | Punti | Pos. |
| ---- | ------ | ---- |  |  |  | -- |  |  | -- |  | --- | ----- | ---- |
| 1953 | 500    | BMW  |  |  |  | NE |  |  | 10 |  | Rit | 0     |      |

| Legenda | 1º posto        | 2º posto            | 3º posto            | A punti      | Senza punti        | Grassetto – Pole position Corsivo – Giro più veloce |
| Legenda | Gara non valida | Non qual./Non part. | Ritirato/Non class. | Squalificato | '-' Dato non disp. | Grassetto – Pole position Corsivo – Giro più veloce |

### Classe 350
| 1951 | Classe | Moto |  |   |  |  |  |  |  |  |  | Punti | Pos. |
| ---- | ------ | ---- |  | - |  |  |  |  |  |  |  | ----- | ---- |
| 1951 | 350    | AJS  |  | 7 |  |  |  |  |  |  |  | 0     |      |

| 1952 | Classe | Moto |  |  |  |    |  |  |  |    |  | Punti | Pos. |
| ---- | ------ | ---- |  |  |  | -- |  |  |  | -- |  | ----- | ---- |
| 1952 | 350    | AJS  |  |  |  | 23 |  |  |  | NE |  | 0     |      |

| 1955 | Classe | Moto |  |  |  |  |   |   |  |  |  | Punti | Pos. |
| ---- | ------ | ---- |  |  |  |  | - | - |  |  |  | ----- | ---- |
| 1955 | 350    | NSU  |  |  |  |  | 7 | 7 |  |  |  | 0     |      |

| 1956 | Classe | Moto |     |  |  |  |  |  |  |  |  | Punti | Pos. |
| ---- | ------ | ---- | --- |  |  |  |  |  |  |  |  | ----- | ---- |
| 1956 | 350    | NSU  | Rit |  |  |  |  |  |  |  |  | 0     |      |

| Legenda | 1º posto        | 2º posto            | 3º posto            | A punti      | Senza punti        | Grassetto – Pole position Corsivo – Giro più veloce |
| Legenda | Gara non valida | Non qual./Non part. | Ritirato/Non class. | Squalificato | '-' Dato non disp. | Grassetto – Pole position Corsivo – Giro più veloce |

### Classe 250
| 1954 | Classe | Moto |   |   |   |    |   |   |  |  |    | Punti | Pos. |
| ---- | ------ | ---- | - | - | - | -- | - | - |  |  | -- | ----- | ---- |
| 1954 | 250    | NSU  | 4 | 6 | 2 | NE | 3 | - |  |  | NE | 14    | 5º   |

| 1955 | Classe | Moto |    |    |  |   |    |   |   |   |  | Punti | Pos. |
| ---- | ------ | ---- | -- | -- |  | - | -- | - | - | - |  | ----- | ---- |
| 1955 | 250    | NSU  | NE | NE |  | - | NE | - | - | 2 |  | 6     | 9º   |

| 1956 | Classe | Moto |   |   |     |   |  |  |  |  |  | Punti | Pos. |
| ---- | ------ | ---- | - | - | --- | - |  |  |  |  |  | ----- | ---- |
| 1956 | 250    | NSU  | 3 | - | Rit | 4 |  |  |  |  |  | 7     | 8º   |

| Legenda | 1º posto        | 2º posto            | 3º posto            | A punti      | Senza punti        | Grassetto – Pole position Corsivo – Giro più veloce |
| Legenda | Gara non valida | Non qual./Non part. | Ritirato/Non class. | Squalificato | '-' Dato non disp. | Grassetto – Pole position Corsivo – Giro più veloce |

### Classe 125
| 1954 | Classe | Moto |    |   |   |    |   |   |    |  |   | Punti | Pos. |
| ---- | ------ | ---- | -- | - | - | -- | - | - | -- |  | - | ----- | ---- |
| 1954 | 125    | NSU  | NE | 4 | 3 | NE | 4 | - | NE |  | - | 10    | 6º   |

| Legenda | 1º posto        | 2º posto            | 3º posto            | A punti      | Senza punti        | Grassetto – Pole position Corsivo – Giro più veloce |
| Legenda | Gara non valida | Non qual./Non part. | Ritirato/Non class. | Squalificato | '-' Dato non disp. | Grassetto – Pole position Corsivo – Giro più veloce |